# Население на Монако
Населението на Монако през 2018 г. е 38 300 души.

## Възрастов състав
(2007)
- 0-14 години: 15% (мъжe 2514, жени 2394)
- 15-64 години: 62,3% (мъже 10 047, жени 10 312)
- над 65 години: 22,7% (мъже 3019, жени 4385)

(2012)
- 0-14 години: 12,3% (мъже 1930, жени 1841)
- 15-64 години: 60,8% (мъже 9317, жени 9249)
- над 65 години: 26,9% (мъже 3640, жени 4562)

## Етнически състав
- 47% – французи
- 16% – монаканци (монегаски)
- 16% – италианци
- 21% – други